# 西班牙国铁100型电力动车组
西班牙國鐵100型電力動車組（西班牙語：AVE Serie 100），是西班牙首款引入的高鐵推拉式列車，在1992年4月馬德里－西維爾高速鐵路通車時推出。其製作技術由法國阿爾斯通提供，原版為法國國鐵TGV Atlantique列車。